# Fotoautotrófia
A fotoautotrófia az autotrófia egyik fajtája. Fotoautotrófnak nevezzük azokat az organizmusokat, amelyek képesek saját táplálékukat szintetizálni szervetlen anyagokból, külső energiát (pl. napenergiát) felhasználva. A fotoautotrófok olyan organizmusok, amelyek fotoszintézist végeznek, egy olyan folyamatot, amely során a napfény energiáját kémiai energiává alakítják, hogy saját táplálékukat, általában glükózt állítsanak elő. A fotoautotrófok példái közé tartoznak a növények, algák és néhány baktérium.
Az eukarióta fotoautotrófok az endoszimbiont kloroplasztiszukban lévő fotopigment klorofill (egy porfirin-származék) révén fotonenergiát nyelnek el, amely vizet és szén-dioxidot hasít, hogy szénhidrátokat szintetizáljon, amelyeket később adenozin-trifoszfát (ATP) előállítására lehet metabolizálni. A prokarióta fotoautotrófok a szabadon lebegő citoplazmatikus tilakoidokban jelen lévő klorofillokat és baktérium-klorofillokat (amelyek víz helyett hidrogén-szulfidot hasítanak) egyaránt használják szénhidrátok előállítására, vagy ritka esetekben sejtmembránhoz kötött származékokat, például bakteriorodopszin protonszivattyúkat használnak, amelyek a fényt közvetlenül ATP előállítására fogják be. Az ismert fotoautotrófok túlnyomó többsége olyan fotoszintézist végez, amely vízmolekulákat hasít fel, és melléktermékként oxigént termel, míg egy kisebb részük (például a haloarchaea és a kénre redukáló baktériumok) anoxigén fotoszintézist végez.

## Fordítás
Ez a szócikk részben vagy egészben  a   Photoautotrophism című angol Wikipédia-szócikk ezen változatának fordításán alapul.  Az eredeti cikk szerkesztőit annak laptörténete sorolja fel. Ez a jelzés csupán a megfogalmazás eredetét és a szerzői jogokat jelzi, nem szolgál a cikkben szereplő információk forrásmegjelöléseként.